# Skovlund (parochie)
Skovlund is een parochie van de Deense Volkskerk in de Deense gemeente Varde. De parochie maakt deel uit van het bisdom Ribe en telt 832 kerkleden op een bevolking van 885 (2004). Tot 1970 was de parochie deel van Øster Horne Herred. In dat jaar werd de parochie opgenomen in de nieuwe gemeente Ølgod. Deze ging in 2007 op in de vergrote gemeente Varde.
De kerk in Skovlund is gebouwd in 1910. Op dat moment was het nog onderdeel van Ansager. Na het gereedkomen van de kerk was Skovlund eerst een kirkedistrikt. In 1973 werd Skovlund een zelfstandige parochie.